# De Luna d'Aragona
I de Luna d'Aragona sono un'antica casata dell'alta nobiltà spagnola, «una delle otto grandi casate del Regno d'Aragona», imparentatasi più volte con i sovrani di quel reame.
(Garcia Carafa, Enciclopedia Heraldica y Genealogica Española)

## Le origini spagnole
I de Luna hanno origine da Ordoño I (810 - 866), re delle Asturie e presero il nome dal possesso feudale della città di Luna, nella provincia di Saragozza nel Regno d'Aragona. Si divisero in molti rami tra cui i principali sono: "Martinez de Luna", "Lopez de Luna", "Ximenes de Luna", "Ferrench de Luna", "Sanchez de Luna".

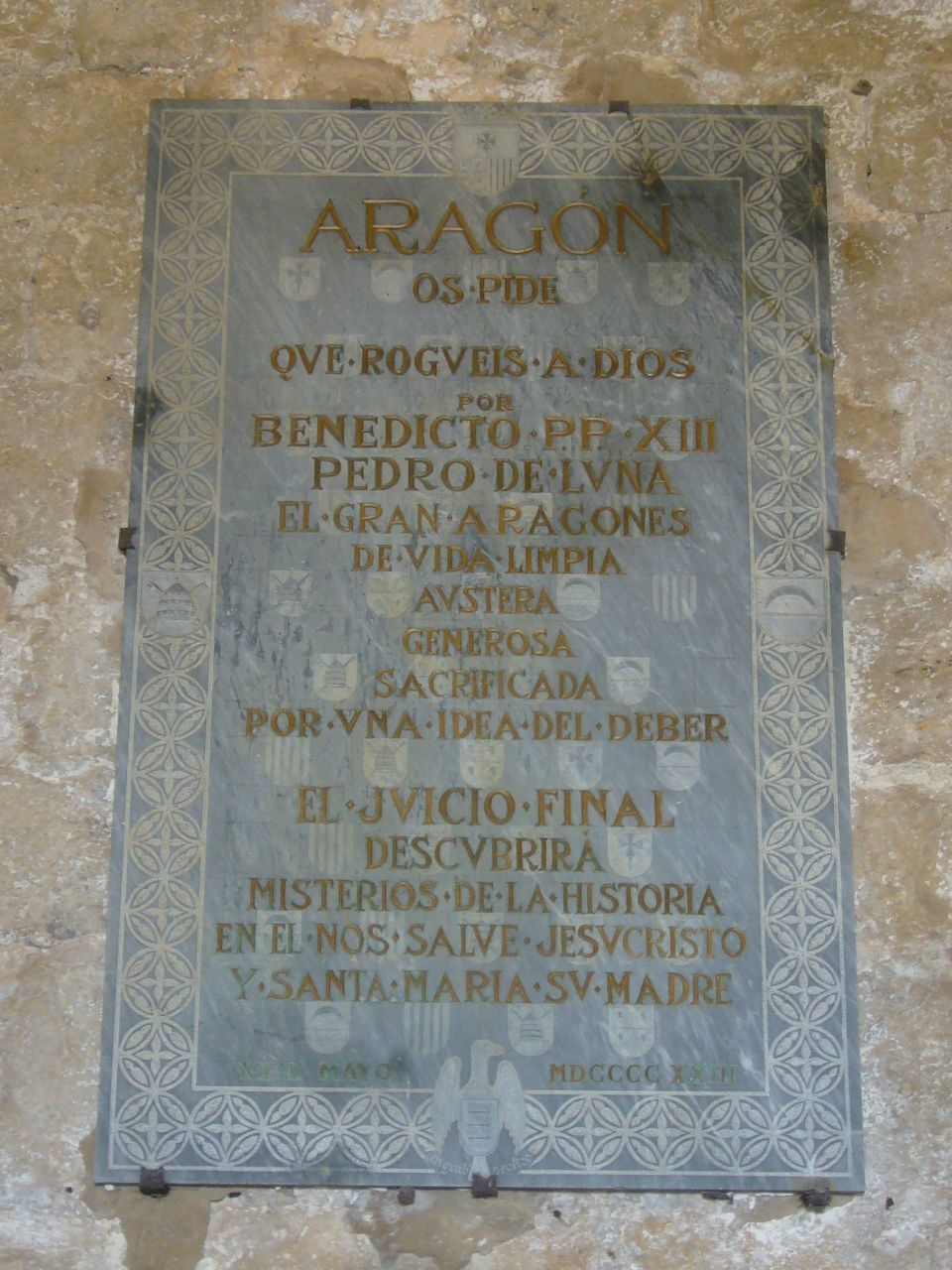
Lapide dedicata all'antipapa Benedetto XIII, Pedro Martinez de Luna, "el papa Luna", nel castello di Peñíscola, Spagna

Ad essa appartennero molti personaggi di primo piano della storia spagnola, tra cui:
- l'antipapa Benedetto XIII, Pedro Martinez de Luna, ultimo antipapa dello scisma d'occidente di Avignone, soprannominato "el papa Luna".
- Maria de Luna, regina consorte della corona d'Aragona dal 1396 al 1407, in quanto moglie di Martino il Vecchio.
- Il re Martino I di Sicilia, figlio di Maria de Luna è stato un sovrano spagnolo, fu re consorte di Sicilia o di Trinacria dal 1391 al 1409;
- Federico, conte di Luna, figlio illegittimo di Martino il Giovane, pretendente alle corone di Sicilia ed Aragona;
- Álvaro de Luna, gran connestabile del Regno di Castiglia;
- Tristan de Luna y Arellano (1519 – 1571), conquistatore spagnolo del XVI secolo. Nato in Aragona, discendeva dal matrimonio tra donna Aldara de Luna, nipote del gran connestabile Alvaro e don Carlos Arellano, conte di Ciria y Borobia. Andò in Nuova Spagna intorno al 1530 e venne aggregato alla spedizione per la conquista della Florida del 1559. Nell'agosto di quell'anno, fondò una colonia nell'odierna Pensacola in Florida, che divenne il primo insediamento europeo sulla terraferma del continente americano, ad eccezione delle isole che erano già state colonizzate[1]

## Il ramo siciliano
Si vuole portato in Sicilia da uno Ximenio o Sigismondo di Luna ai tempi di re Pietro III di Aragona e noi troviamo, sotto detto re, un Roderici rui Ximenis de Luna castellano di Castrogiovanni.
- Juan de Luna, vescovo della diocesi di Catania dal 30 maggio 1348 al (dopo) gennaio 1355[2].
- Maria de Luna (Segorbe, 1358 – Vila-real, 29 dicembre 1406) fu Regina consorte della corona d'Aragona dal 1396 al 1407 e contessa d'Empúries dal 1402 al 1406. Figlia del conte de Luna e signore di Segorbe (Castellón), don Lope, e di Brianda d'Agaout, sposò re Martino il Vecchio.
- Il Re Martino I di Sicilia figlio di Maria de Luna è stato un sovrano spagnolo fu re consorte di Sicilia o di Trinacria dal 1391 al 1409.
- Federico de Luna, figlio illegittimo del re di Sicilia, Martino il Giovane e della sua amante, la nobile di Catania, Tarsia Rizzari.

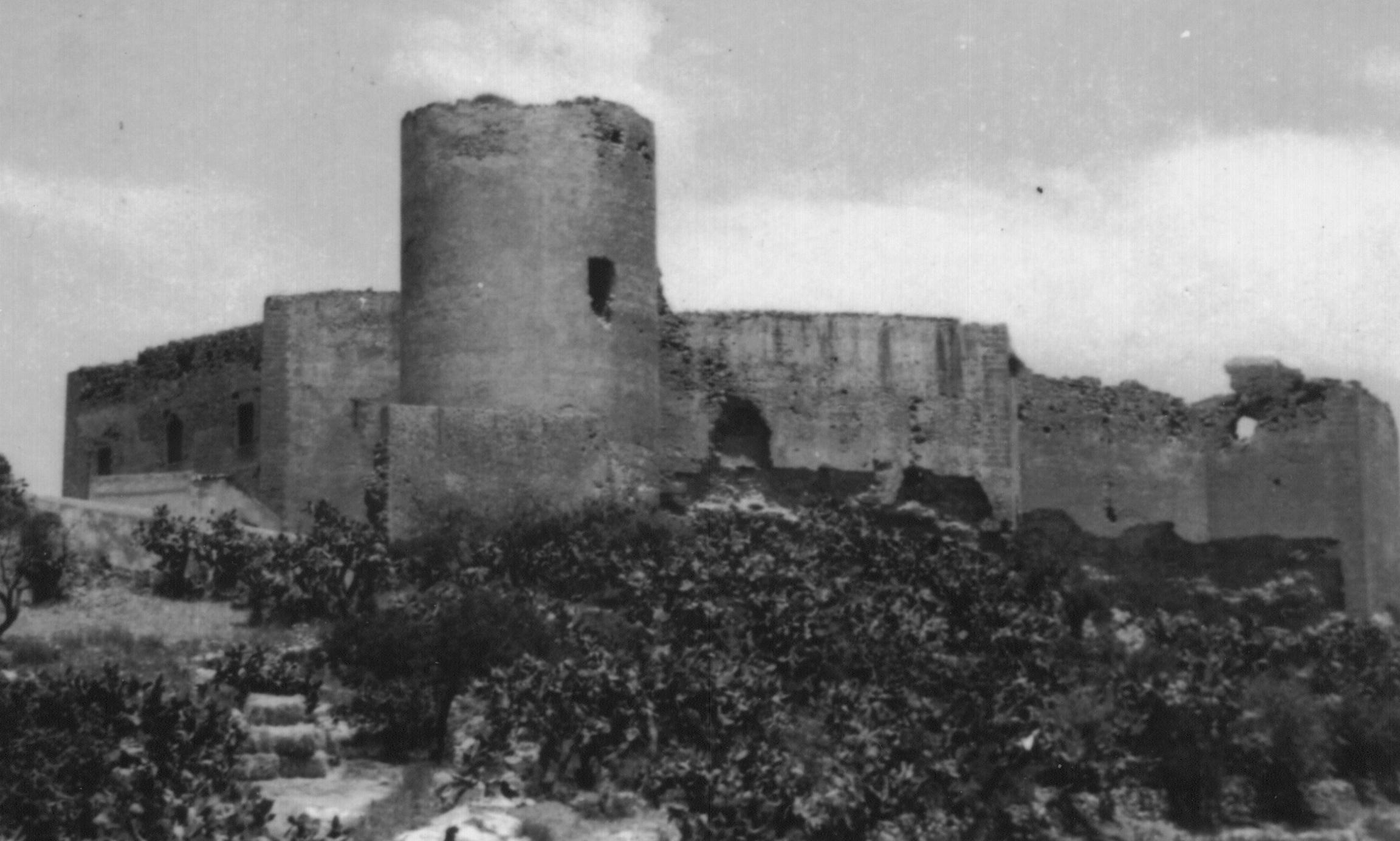
Castello de Luna a Sciacca

- Artale de Luna, figlio di Ferdinando Lopez de Luna signore di Ricla, e di Emilia Ruiz de Azagra signora di Villafelice.Artale trovandosi a Sciacca con il Re Martino I di Sicilia (figlio di Maria de Luna), si invaghi della figlia di Nicolò Peralta, Margherita, allora il Re stabilì di dargliela in moglie, malgrado l'amore della giovane fosse rivolto piuttosto al coetaneo Giovanni Perollo. Margherita Peralta Chiaramonte nel 1404 così gli recò in dote la contea di Caltabellotta, il feudo di Giuliana, il castello di Misilcassimo, il castello di Bivona. I de Luna e i Perollo incominciarono ad odiarsi dando origine al celebre "caso di Sciacca".
- Antonio de Luna (figlio di Artale e Margherita Peralta) Conte di Caltabellotta raccolse una vastissima eredità, insieme all'odio dei Perollo. In breve tempo le due famiglie vennero ad aperte e sanguinose contese, dando luogo al "primo caso di Sciacca", nel 1450, sotto il regime di re Alfonso, e furono prima esiliati e poi graziati.Antonio divenne presto un personaggio di rilievo nell'ambito della nobiltà siciliana: fu inviato più volte come ambasciatore a Re e a Papi (dal 1446 al 1460 fu inviato al re Alfonso, a Papa Nicolò V, a Papa Callisto III, al re Giovanni). Nel 1453 ricevette l'investitura della baronia di Bivona e di altri beni feudali. Antonio si sposò con la figlia del viceré Antonio Incardona ebbe tre figli maschi: Pietro Arcivescovo di Messina, Carlo che morì senza eredi e Sigismondo e due femmine Eleonora, andata in sposa ad Enrico Ventimiglia e in seconde Antonio Alliata, e Margherita sposa di Francesco Abbatellis signore di Cammarata.
- Sigismondo de Luna (figlio di Antonio) sposò Beatrice Rosso Spatafora Contessa di Sclafani. Dal matrimonio nacquero Gian Vincenzo de Luna sposo di Diana Moncada Maniaci, ed Eleonara Giovanna de Luna, sposa di Antonio Moncada Maniaci, principe di San Giorgio entrambi figli di Guglielmo Raimondo Moncada di Castello Maniaci. Sigismondo de Luna (ottenne dal re Giovanni d'Aragona il titolo di Camerlengo, nel 1474 fu nominato Maestro Secreto con diritto di giurisdizione su tutti gli Ebrei di Sicilia e nel 1475 Maestro Portulano, entrambe prestigiosissime cariche del Regno di Sicilia), in condizione economiche precarie, fu costretto a vendere, ma con riserva di riscatto, la terra di Bivona al fratello Pietro, che aveva indossato l'abito ecclesiastico.
- Pietro de Luna per un anno fu Signore di Bivona, poi il titolo passò nuovamente a Sigismondo.
- Gian Vincenzo de Luna (figlio di Sigismondo e Beatrice Rosso Spatafora) conte di Sclafani, straticoto di Messina nel 1514, presidente e viceré del regno dal 1516 al 1517. Gian Vincenzo, dopo lunghi contenziosi con la famiglia Alliata e Settimo, con la zia Eleonora de Luna e con il cugino Simone Ventimiglia, nel 1511 riuscì ad ottenere l'investitura della contea di Caltabellotta. Nel 1520 Carlo V gli conferì la Signoria sul porto e caricatore di Castellammare del Golfo. Gianvincenzo uomo violento e prevaricatore nel 1505, per un mese intero cercò di penetrare nel Castello di Caltavuturo dove sua madre, Beatrice Rosso Spatafora, si era rifugiata per sfuggire alle sue ira. Per calmare Gian Vincenzo, dovette intervenire il Viceré.Giovanni vincenzo de Luna sposò Diana Montecateno o Moncada figlia di Guglielmo Raimondo Moncada ed ebbe Sigismondo, Francesco ed altri.
- Sigismondo de Luna (figlio di Giovanni-Vincenzo e Diana Montecateno o Moncada) conte di Caltabellotta e di Sclafani. Sposò a Roma nel 1523 Luisa Salviati, figlia di Jacopo Salviati e Lucrezia de' Medici, nipote dell'allora pontefice Leone X e cugina del cardinale Giulio De' Medici, futuro Papa Clemente VII. Ebbe tre figli: Giulio, Giacomo e Pietro. Diede luogo ad una seconda e più sanguinosa faida con i Perollo, detta il "secondo caso di Sciacca" del 1529. Condannato a morte e confiscato dei propri beni, arrivò a Roma presso il cugino pontefice Clemente VII per ottenere il perdono del re Carlo V: il perdono non fu ottenuto e, avvilito, si suicidò buttandosi nel Tevere nel febbraio del 1530.
- Pietro de Luna  (figlio di Sigismondo e Luisa Salviati)1520-1575), Nel settembre 1552, a Messina, sposò in prime nozze Isabella de Vega (e Osorio), figlia dell'Ambasciatore di Spagna presso il Papa a Roma di Re Carlo V, Juan de Vega (e Enríquez, 6° Signore del Grajal, Viceré di Navarra nel 1542, Viceré e Capitano Generale di Sicilia dal 1547 al 1557, presidente del Consiglio di Castiglia) e di Eleonora Perez-Osorio (e Sarmiento, morta a Palermo il 30 marzo 1550); da questo matrimonio ebbe Bianca, Eleonora e Aloisia; Egli riottenne l'investitura di un gran numero di feudi ceduti o alienati dai suoi predecessori, aiutato dal suocero Juan de Vega, fu il primo duca di Bivona, per concessione di Carlo V nel 1554. 10º Conte di Caltabellotta. Tra i suoi titoli nobiliari contava anche quello di Conte di Calatafimi e Sclafani, e Barone di Caltavuturo. Nel 1563 sposò in seconde nozze Angela de la Cerda, figlia di Juan de la Cerda, quarto Duca di Medinaceli, nuovo Viceré di Sicilia, da cui ebbe un solo figlio, Giovanni. Fu straticoto di Messina e vicario generale del regno contro le invasioni ottomane nel 1573.
- Giovanni de Luna e De la Cerda, (figlio di Pietro e Angela De la Cerda) morto suo padre Pietro de Luna, il 26 settembre 1576 assunse l'investitura dei beni feudali paterni, ma non essendo ancora maggiorenne, rimase per alcuni anni sotto la tutela materna. Fu 2º Duca di Bivona e 11º Conte di Caltabellotta dal 1575 al 1592 . Giovanni sposatosi con Belladama Settimo e Valguarnera, non ebbe figli, e pertanto, il 13 novembre 1584, cedette tutti i suoi Stati e beni riservandosi l'usufrutto alla sorellastra Aloisia sposa di Cesare Moncada, Principe di Paternò.
- Aloisia de Luna e de Vega, (Primogenita di Pietro de Luna e Isabella de Vega) Nasce nel 1553, nel 1567 Aloisia de Luna sposò Cesare Moncada, dal matrimonio, nacque il figlio Francesco. Aloisia gestì il patrimonio del figlio, perché subito dopo il matrimonio nel 1571 il marito morì. Nel 1577 sposò in seconde nozze il duca di Montalto: Antonio Aragona e Cardona. In un solo anno (1584-1585), il numero degli stati governati dai Moncada per mano di Aloisia, passarono da quattro a tredici, e la contea di Caltanissetta divenne il centro dei propri affari e interessi. Aloisia organizzò il matrimonio del proprio figlio Francesco con la figlia del Duca di Montalto, Maria Aragona e La Cerda, ma sfortunatamente, il figlio nel 1591 mori. Aloisia era una donna dotata di fortissima personalità e di un forte potere di comando. Non superficiale, molto precisa, gestì il patrimonio di famiglia. Grazie a lei, l'archivio della famiglia Moncada, è uno degli archivi più ordinati della storia della nobiltà siciliana. Aloisia Luna trasformò la corte di Caltanissetta in una corte molto simile a quella madrilena. Introdusse i gesuiti in Sicilia e in particolar modo a Caltanissetta, fece costruire alcune chiese, come quella dell'Assunta annessa al convento dei Cappuccini, e fece ristrutturare la Chiesa Madre e altre chiese del capoluogo. Fu sensibile alla cultura, acquistò il palazzo Aiutamicristo a Palermo, riordinò le carte di famiglia. Perseguendo poi la politica del marito fu attivissima nel raffinare la corte con artisti e musici, tra i quali Giandomenico Martoretta. Introdusse alla corte i pittori genovesi Giulio e Cesare Puzzo, Bartolomeo Navvarete, Enrico Brant, Giuseppe Facciponti, Sofonisba Anguissola. Il cremonese Paolo Fonduli nonché il senese Filippo Paladini. Furono presenti anche diversi poeti. Per cinquanta anni amministrò, con mano ferma, il potere e la politica della contea di Caltanissetta e degli altri territori infeudati ai Moncada, nonché, per l'eredità derivatale dal secondo marito, la contea di Collesano, la baronia delle due Petralie e di Bilici, la ducea di Montalto in Calabria.[3] Morto il fratellastro Giovanni de Luna nell'agosto 1592, ricevette l'investitura il 30 settembre. Fu 3ª Duchessa di Bivona e 12ª Contessa di Caltabellotta, e Sclafani, baronessa di Castellamare, Caltavuturo e altri feudi.

## Il ramo calabrese
Blasco Ximenes de Luna (morto nel 1324), figlio di Lope Ferrench de Luna, fu custode delle terre di Siracusa per la Curia nel 1283 e si trasferì in Calabria, dove nel 1314 venne investito della signoria feudale di Grotteria, con Siderno, Martone, San Giovanni, Mammola e terre annesse e di metà del feudo di Ragusia (attuale Gioiosa Jonica)
Questo ramo si estinse con donna Francesca de Luna d'Aragona, sposa nel 1689 di don Fabrizio Amato di Grotteria, barone della Corrija di Badolato.

## Il ramo napoletano
Un altro ramo si estinse nella famiglia di origine spagnola dei Sanchez, con donna Catalina (Caterina) de Luna d'Aragona, sposa di don Alonso III Sanchez de Luna, patrizio napoletano, creato marchese di Grottole. Successivamente la famiglia ottenne il ducato della "Villa di Santo Arpino".

La famiglia dei principi De Luna è stata proprietaria del regio casale di Piscinola a Napoli, in via Madonna delle Grazie angolo via Piscinola Marianella c'è ancor oggi il palazzo di famiglia con all'entrata lo stemma visibile sia sul lato destro sia sul sinistro, impresso su due colonne di granito d'altezza di circa un metro. Inoltre annessa al manufatto vi è la cappella di famiglia e in Piazza Tafuri verso via Aquarola esiste un'altra loro proprietà.

### Baroni (1564) poi marchesi di Grottole (1574)
- Alonso III (m. 1607), I barone poi I marchese di Grottole
- Alonso IV (1550-?), II marchese di Grottole
- Alonso V (m. 1613), III marchese di Grottole
- Carlo (m. 1654), IV marchese di Grottole

Estinzione della linea maschile

### Baroni (1607) poi duchi di Sant'Arpino (1678)
Il ramo si origina da Giovanni, figlio secondogenito di Alonso III, I marchese di Grottola
- Giovanni (m. 1612), I barone di Sant'Arpino
- Alonso (m. 1644), II barone di Sant'Arpino
- Giovanni (1617-1672), III barone di Sant'Arpino
- Alonso (1654-1694), IV barone di Sant'Arpino, I duca di Sant'Arpino
- Giovanni Nicola (1683-1763), II duca di Sant'Arpino
- Alonso (1704-1781), III duca di Sant'Arpino
- Giovanni Francesco (1744-1789), IV duca di Sant'Arpino
- Alonso (1775-1842), V duca di Sant'Arpino

Estinzione della linea maschile

## Stemma
Diviso, nel 1° d'argento, con una mezza luna riversata a scacchi d'argento e di nero; nel 2° scaccato del primo e del secondo. Corona e manto di duca.
Alias, nel 1° di rosso, con una mezza luna riversata a scacchi d'oro e di nero; nel 2° scaccato d'oro e di nero. Corona e manto di duca.

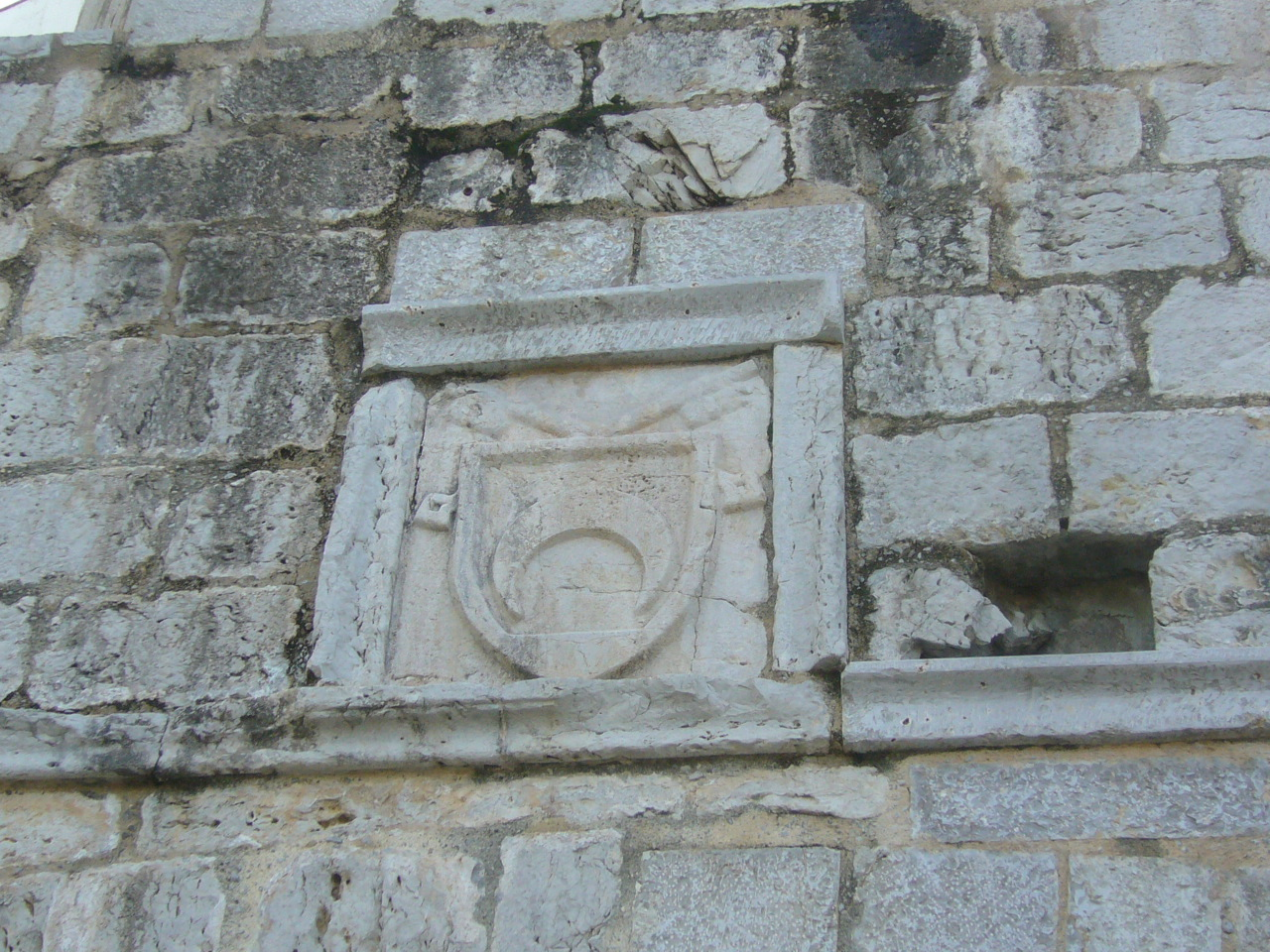
Arma dei de Luna nelle mura del castello di Peñíscola, Spagna

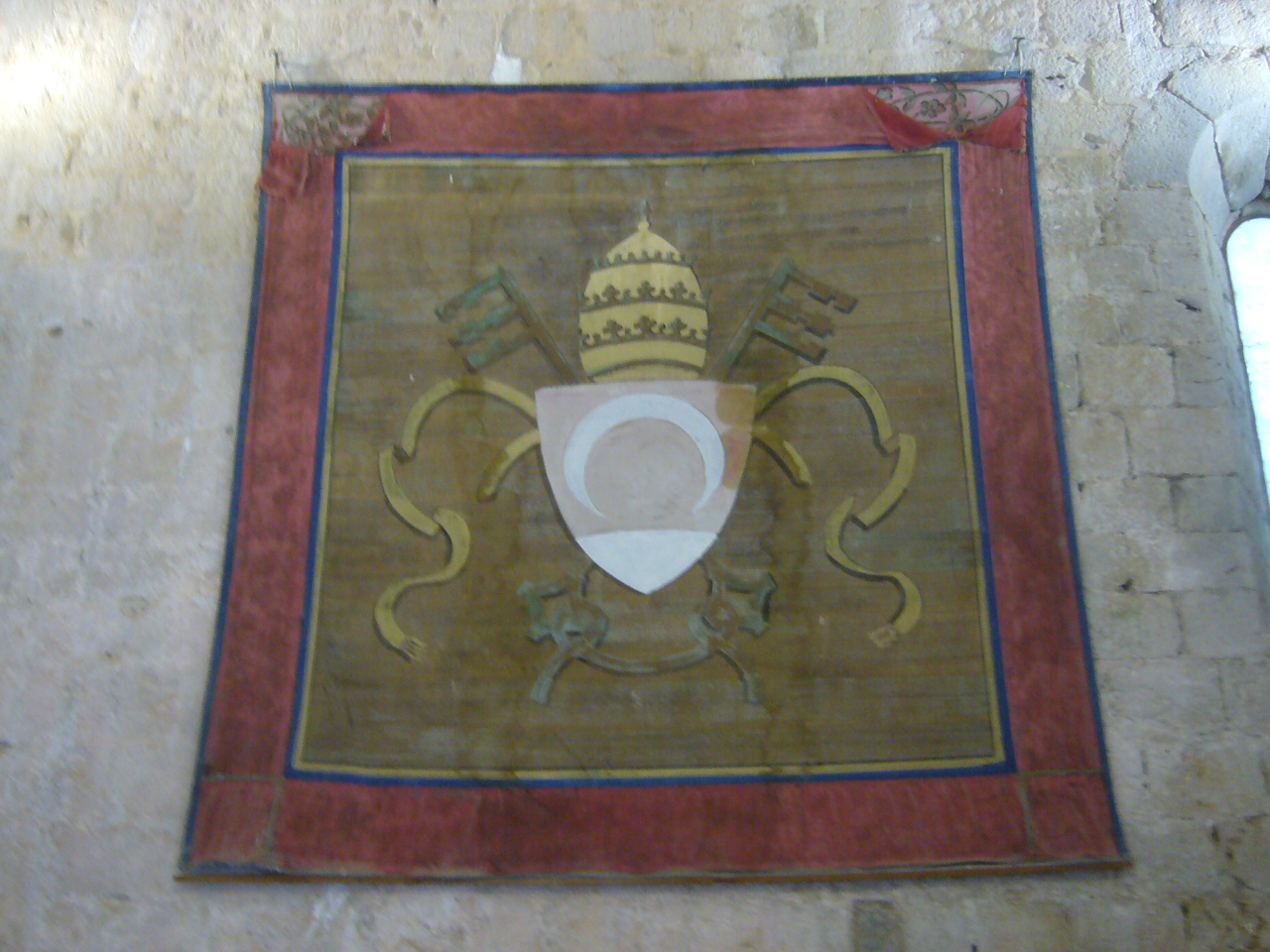
Stemma del Papa Luna nel castello di Peñíscola, Spagna